# 埃皮斯豪森
埃皮斯豪森是德国巴伐利亚州的一个市镇。总面积39.50平方公里，总人口1756人，其中男性899人，女性857人（2011年12月31日），人口密度44人/平方公里。